# Via-crúcis

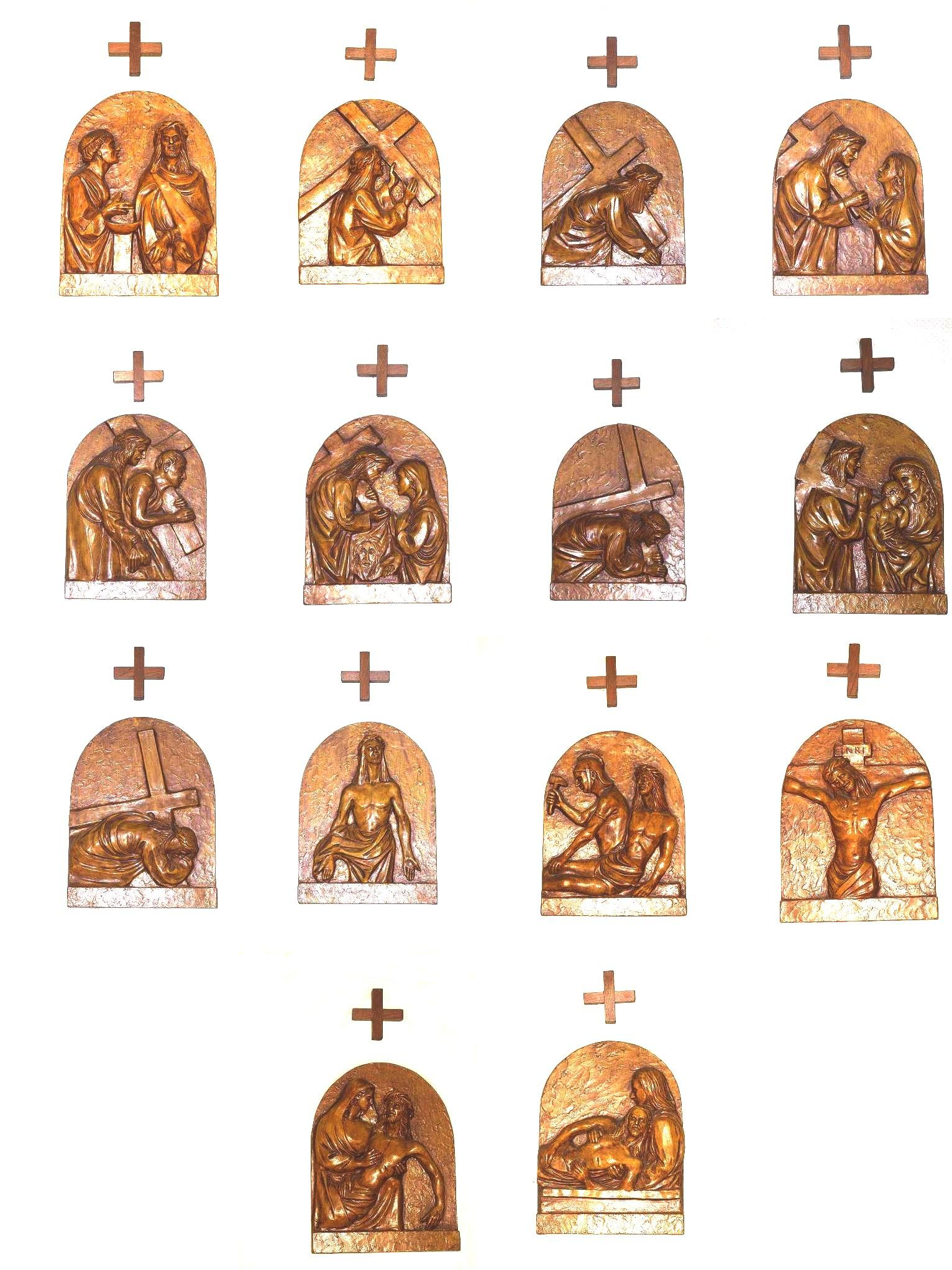
Representação das estações (ou passos) da via-sacra

A via-crúcis (em latim: Via Crucis; lit. "Caminho da Cruz"), também chamada via-sacra, refere-se ao trajeto que foi percorrido por Jesus carregando a cruz, desde o Pretório até o Calvário, onde morreu.

## Devoção da Via Sacra
O exercício da Via Sacra consiste na prática devocional religiosa na qual os fiéis percorrem, mentalmente e por via de orações próprias, o percurso de Jesus a carregar a Cruz desde o Pretório de Pôncio Pilatos até ao Monte Calvário, meditando simultaneamente na Paixão de Cristo. Tal exercício, muito usual no tempo da Quaresma, teve origem na época das Cruzadas (do século XI ao XIII): os fiéis que, então, percorriam, na Terra Santa, os lugares sagrados da Paixão de Cristo quiseram reproduzir, no Ocidente, a peregrinação feita ao longo da Via Dolorosa em Jerusalém. O número de estações, passos ou etapas dessa caminhada foi sendo definido paulatinamente, chegando à forma atual, de catorze estações, no século XVI. O exercício da via-sacra tem sido muito recomendado pelos Sumos Pontífices da Igreja Católica, pois proporciona uma frutuosa meditação da paixão e morte de Jesus Cristo.
Quando associado à Via Crucis, Jesus é especialmente venerado sobre o nome de Nosso Senhor dos Passos.

## As 14 Estações
As meditações da Via Sacra são baseadas nas tradicionais 14 estações ou etapas em que se apresentam as cenas da Paixão de Cristo a serem meditadas pelos Seus seguidores e devotos:
1. Estação: Jesus é condenado à morte;
2. Estação: Jesus carrega a cruz às costas;
3. Estação: Jesus cai pela primeira vez;
4. Estação: Jesus encontra a Sua Mãe;
5. Estação: Simão de Cirene ajuda Jesus;
6. Estação: Verônica limpa a face de Jesus;
7. Estação: Jesus cai pela segunda vez;
8. Estação: Jesus encontra as mulheres de Jerusalém;
9. Estação: Jesus cai pela terceira vez;
10. Estação: Jesus é despojado de Suas vestes;
11. Estação: Jesus é pregado na cruz;
12. Estação: Jesus morre na cruz;
13. Estação: Jesus é descido da cruz;
14. Estação: Jesus é sepultado.

Os fiéis que fizerem isoladamente, ou em grupo, a via sacra, podem lucrar as seguintes indulgências: 1.º: uma indulgência plenária por cada vez; 2.º: uma segunda indulgência plenária, se comungarem nesse mesmo dia; do mesmo podem lucrar duas plenárias se, tendo percorrido a via sacra dez vezes, comungarem dentro do mês. Não é requerida qualquer oração vocal, nem qualquer demora para cada estação. Tão pouco é exigido que se reze seis Pai-Nossos, seis Ave-Marias e seis Glórias no fim, posto que essa prática seria muito louvável. Mas é indispensável 1.º: percorrer sucessivamente as 14 estações, exceto em vias sacras públicas; 2.º: percorrê-las sem interrupção notável; 3.º: meditar na Paixão do Senhor.

### Via Sacra noSantuário de Fátima

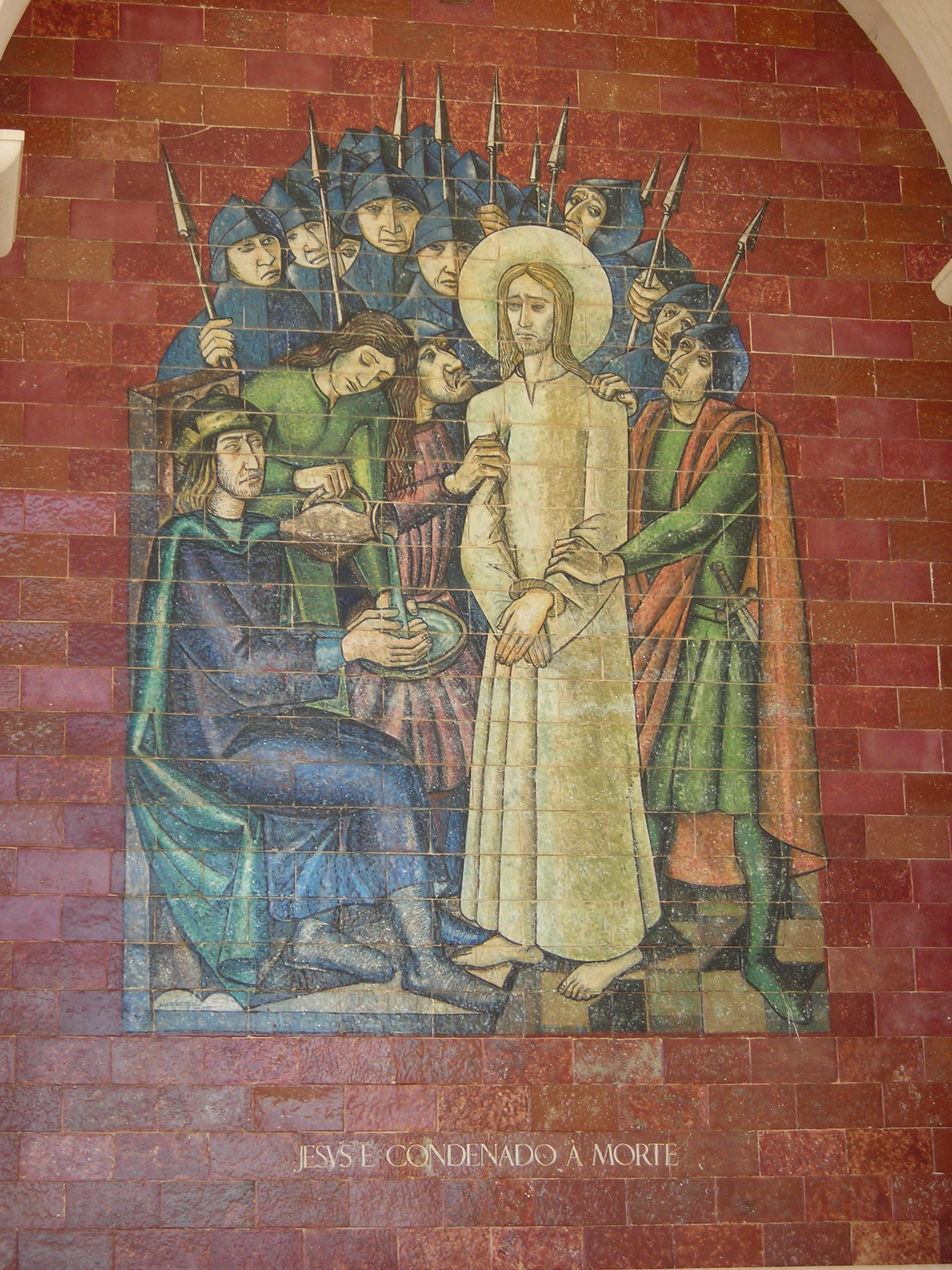
Via Sacra I Jesus é condenado à morte
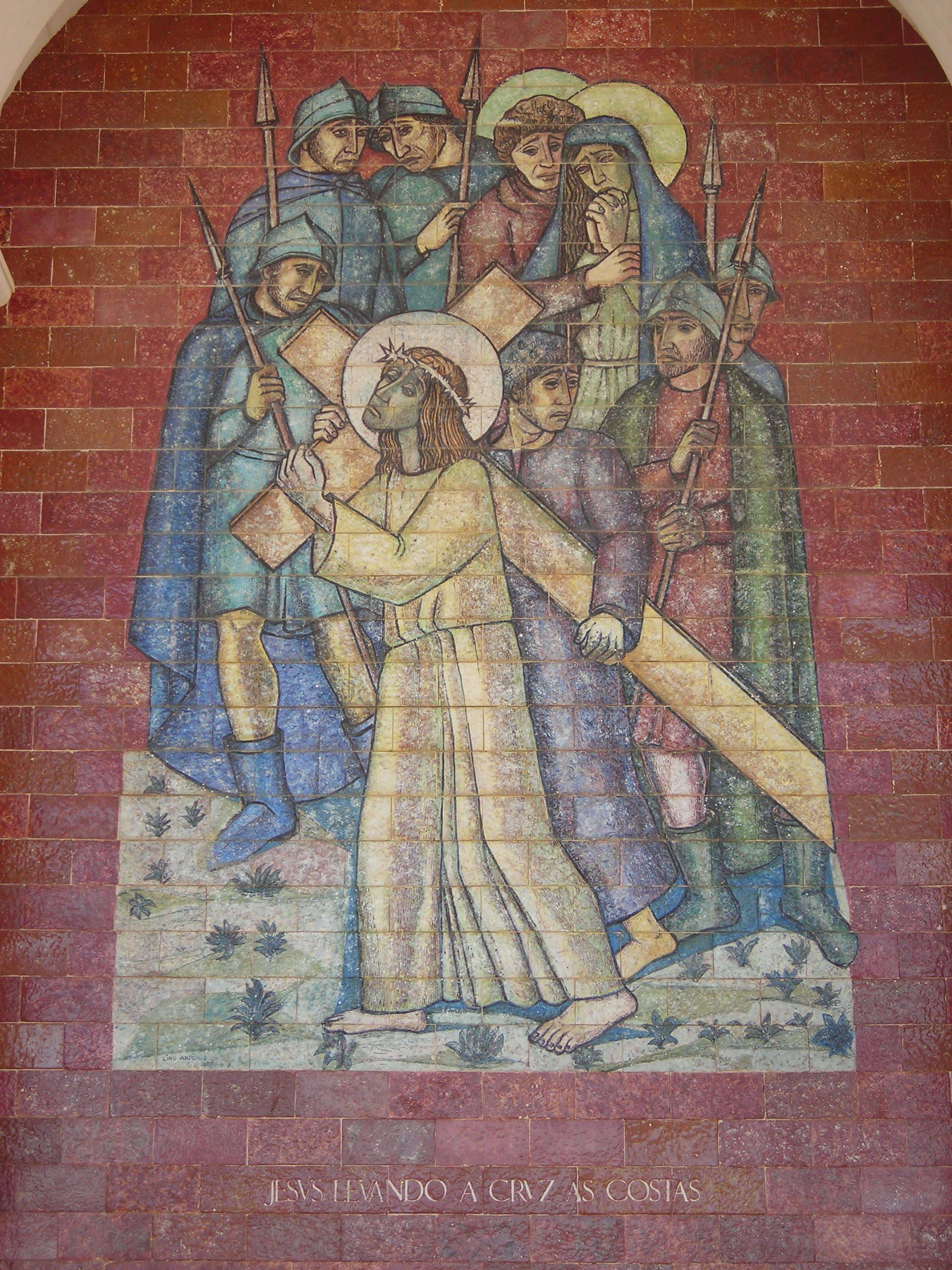
Via Sacra II Jesus carrega a cruz às costas
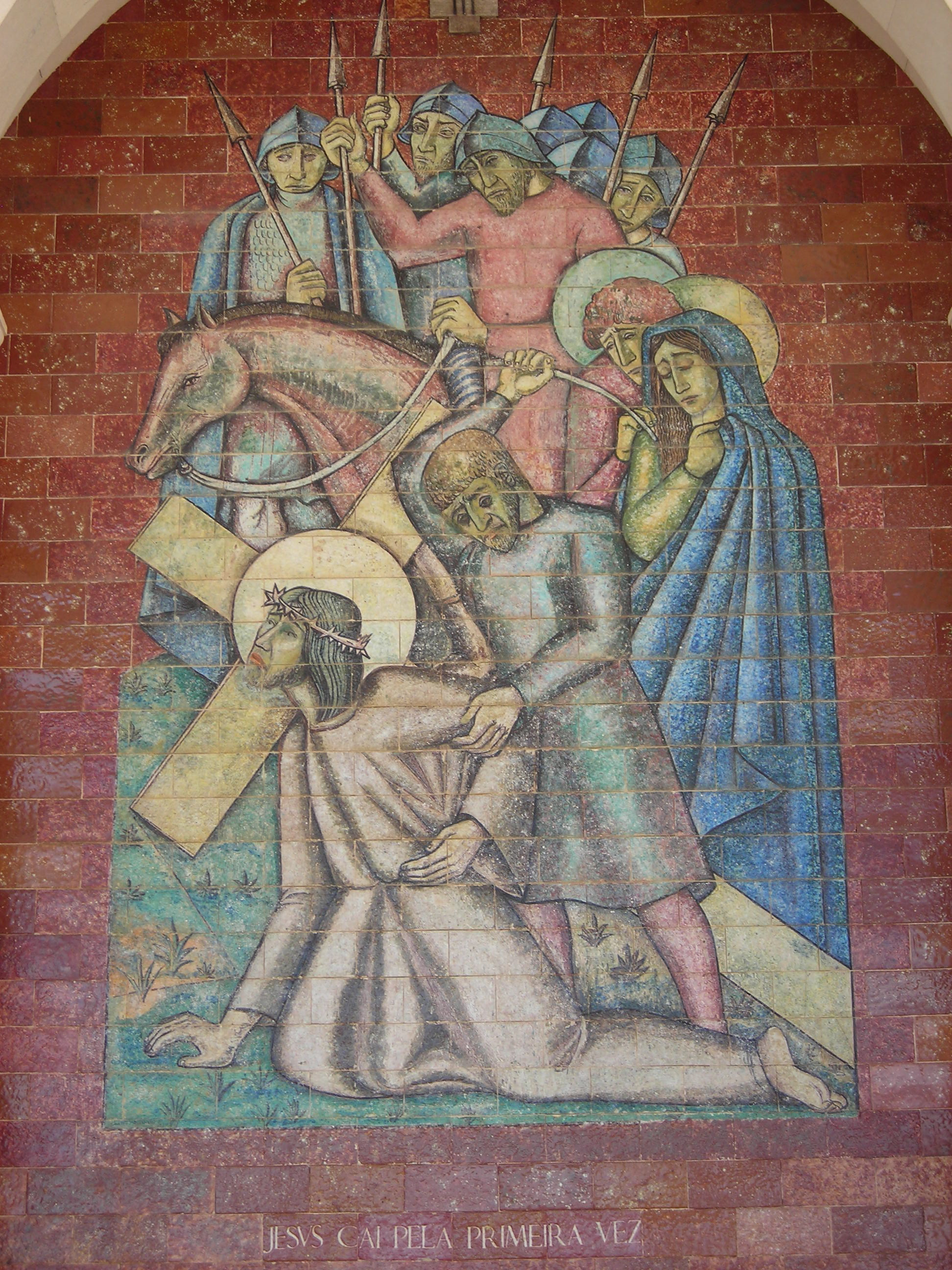
Via Sacra III Jesus cai pela primeira vez
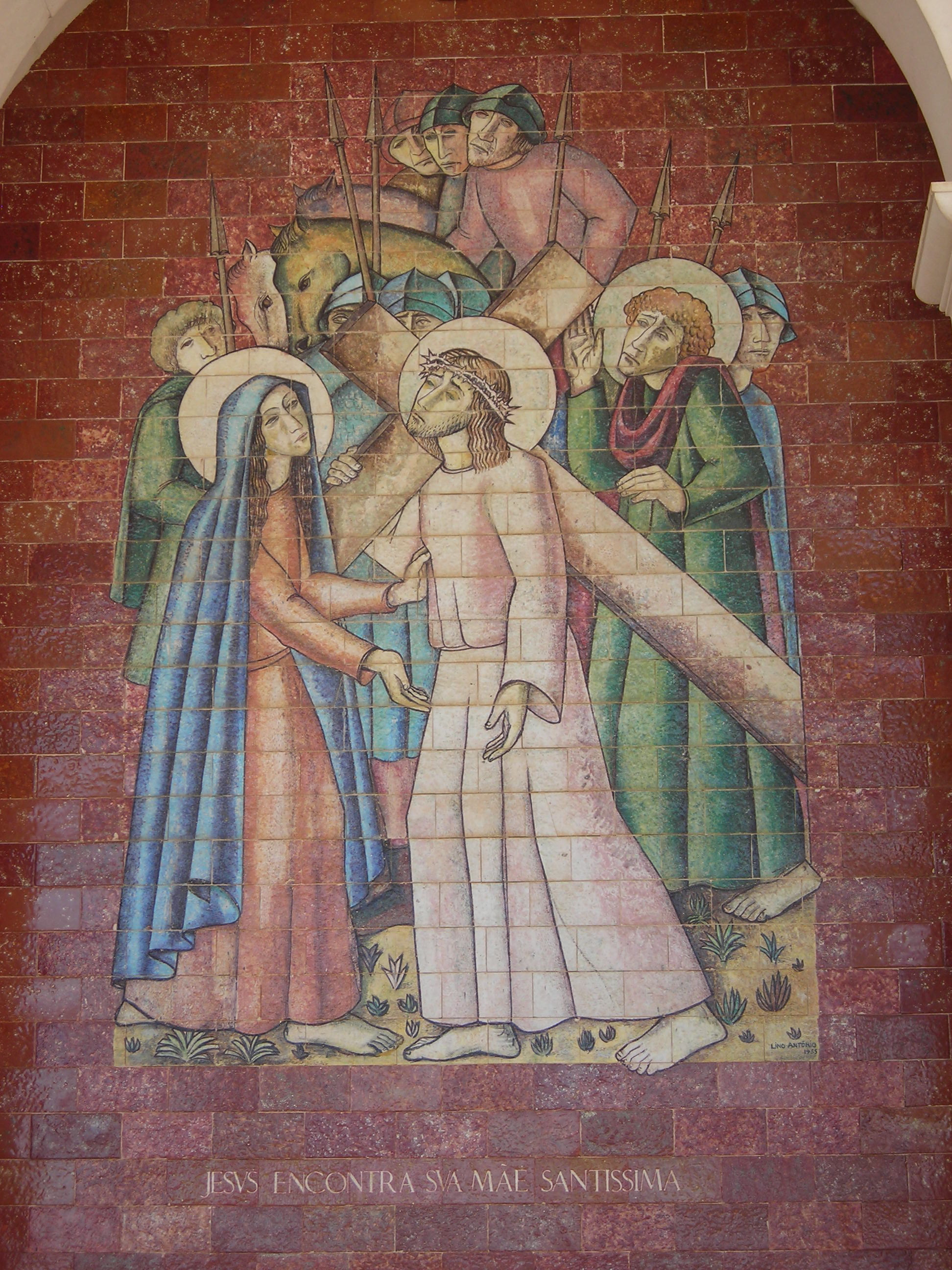
Via Sacra IV Jesus encontra a Sua Mãe
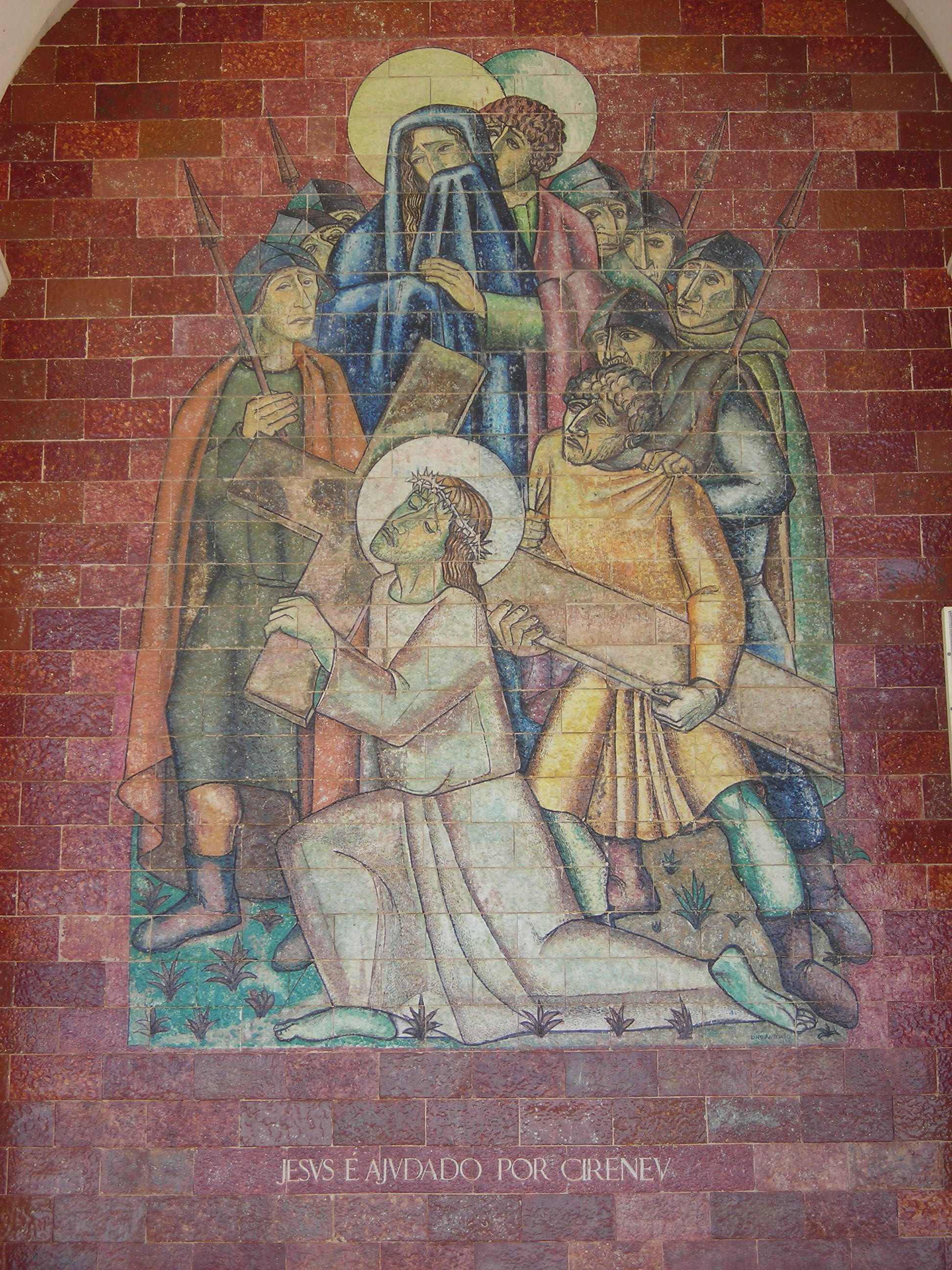
Via Sacra V Simão de Cirene ajuda Jesus
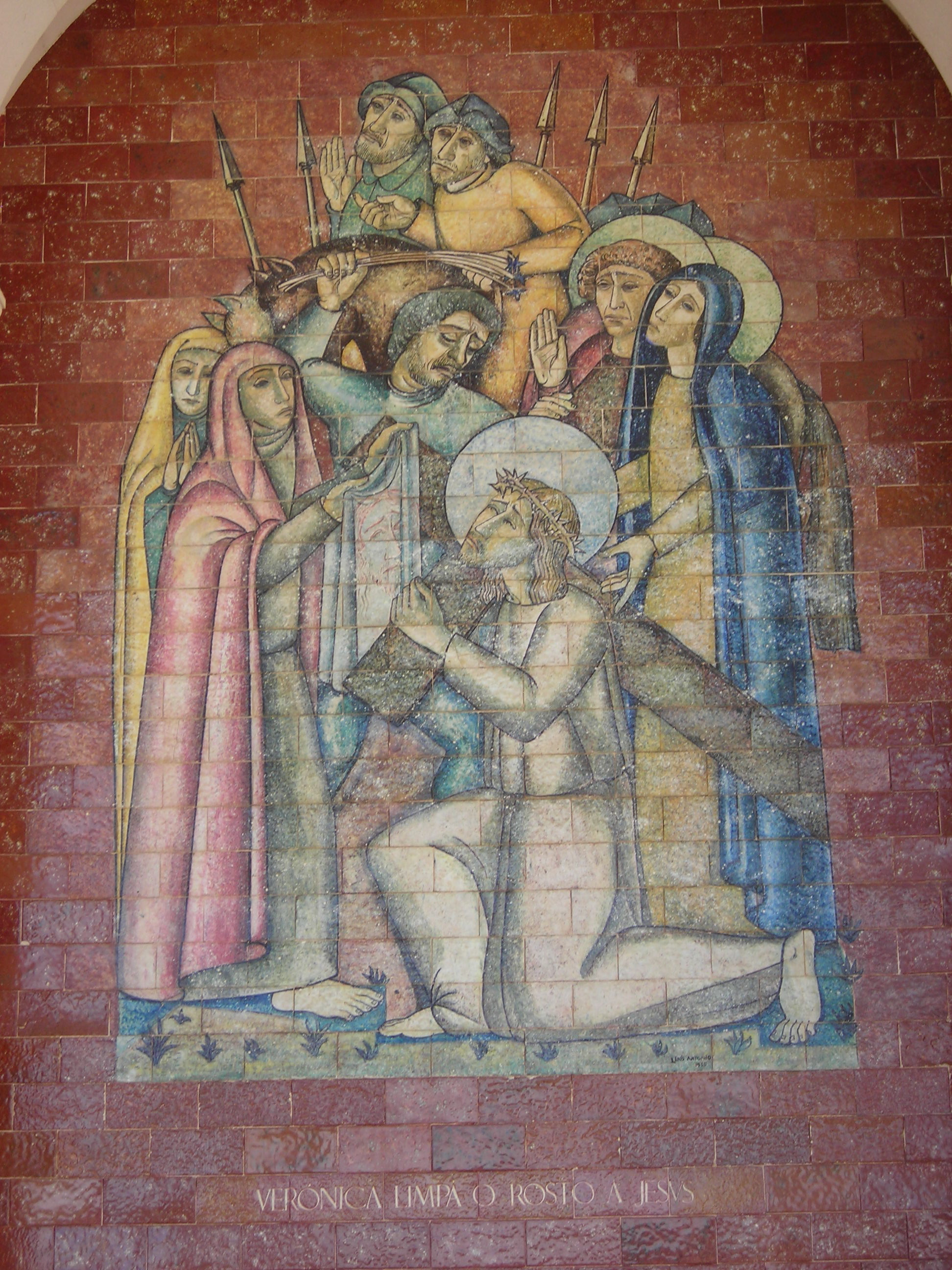
Via Sacra VI Verónica limpa a face de Jesus
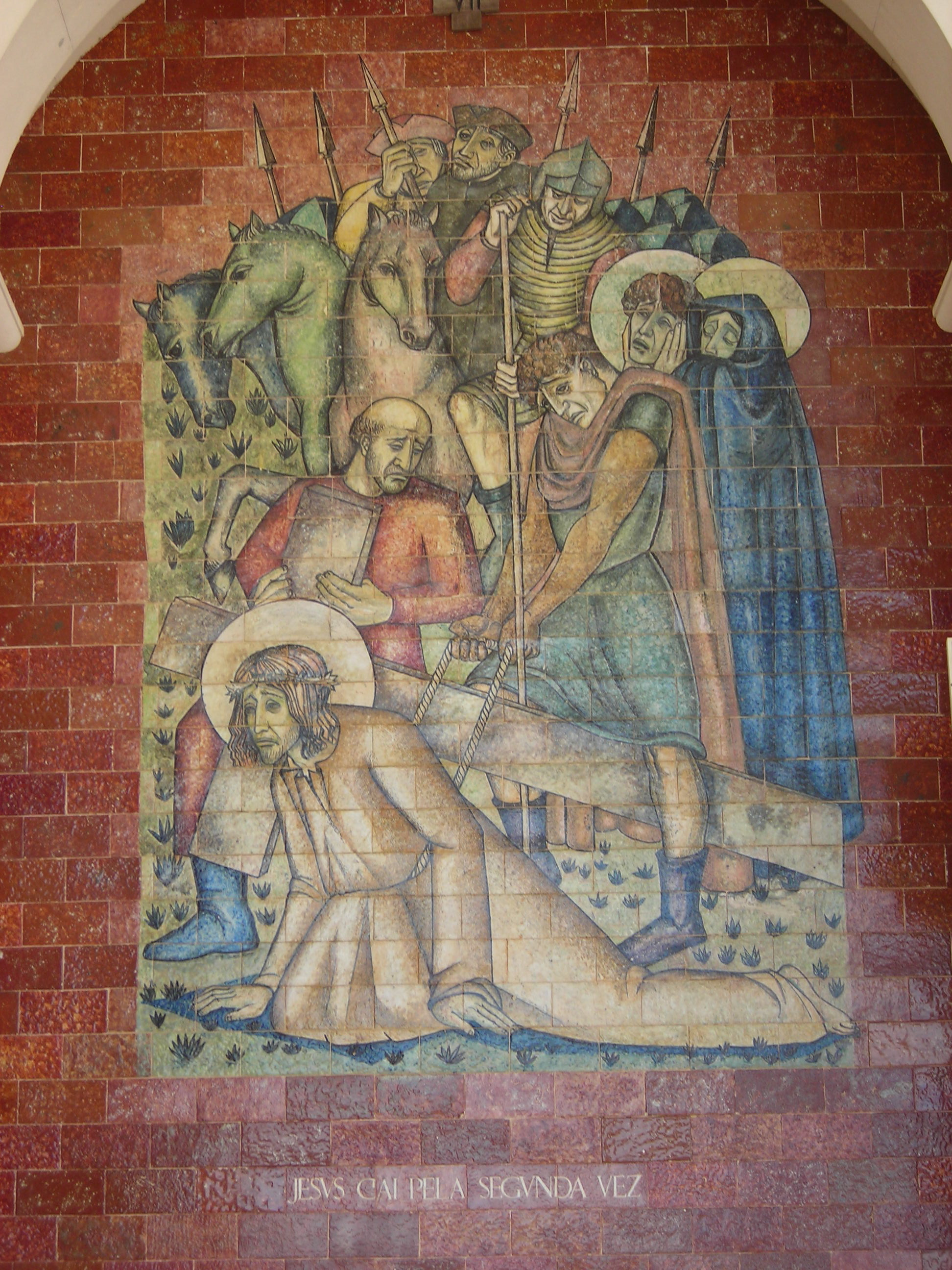
Via Sacra VII Jesus cai pela segunda vez
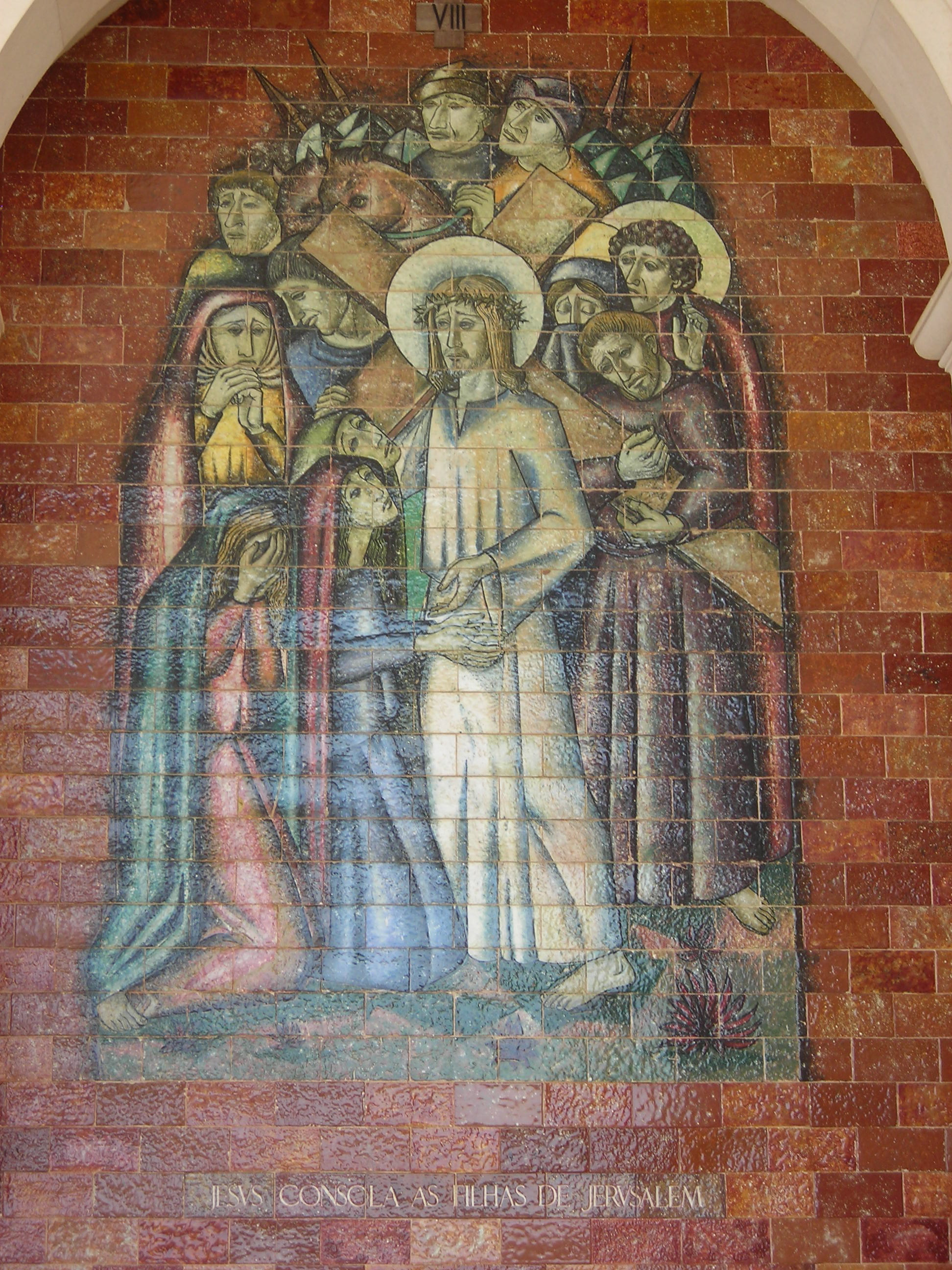
Via Sacra VIII Jesus encontra as mulheres de Jerusalém
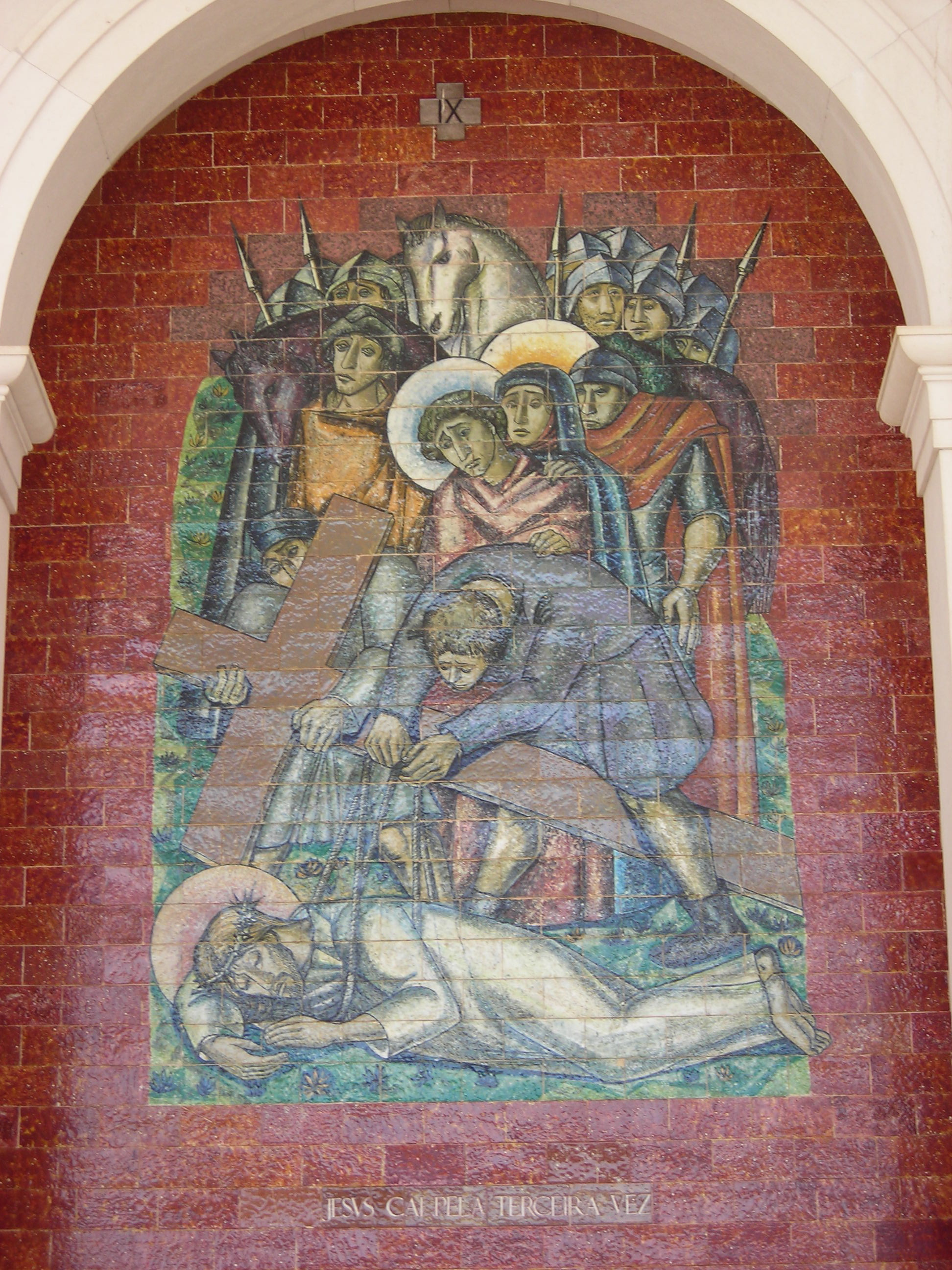
Via Sacra IX Jesus cai pela terceira vez
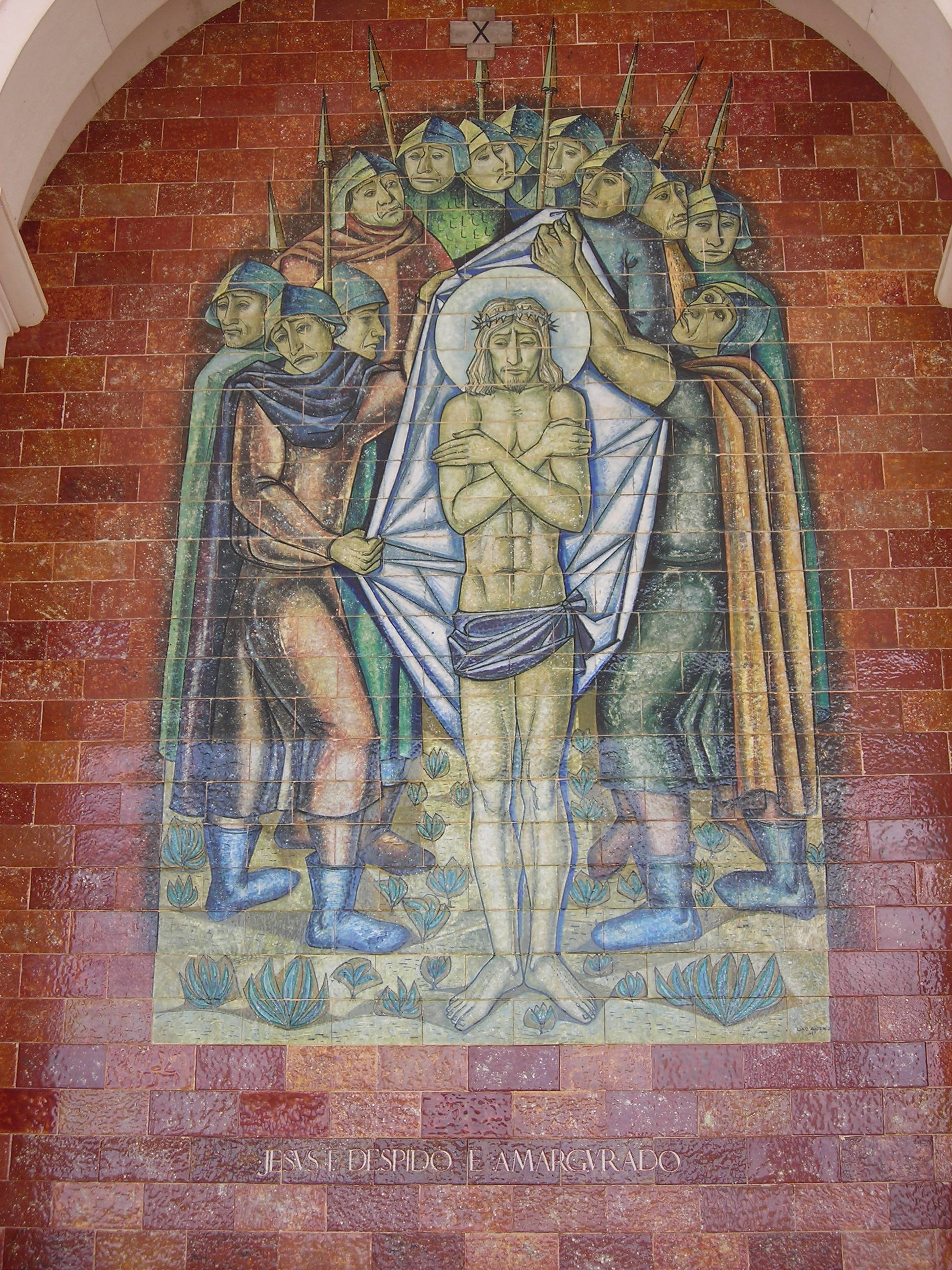
Via Sacra X Jesus é despojado de Suas vestes
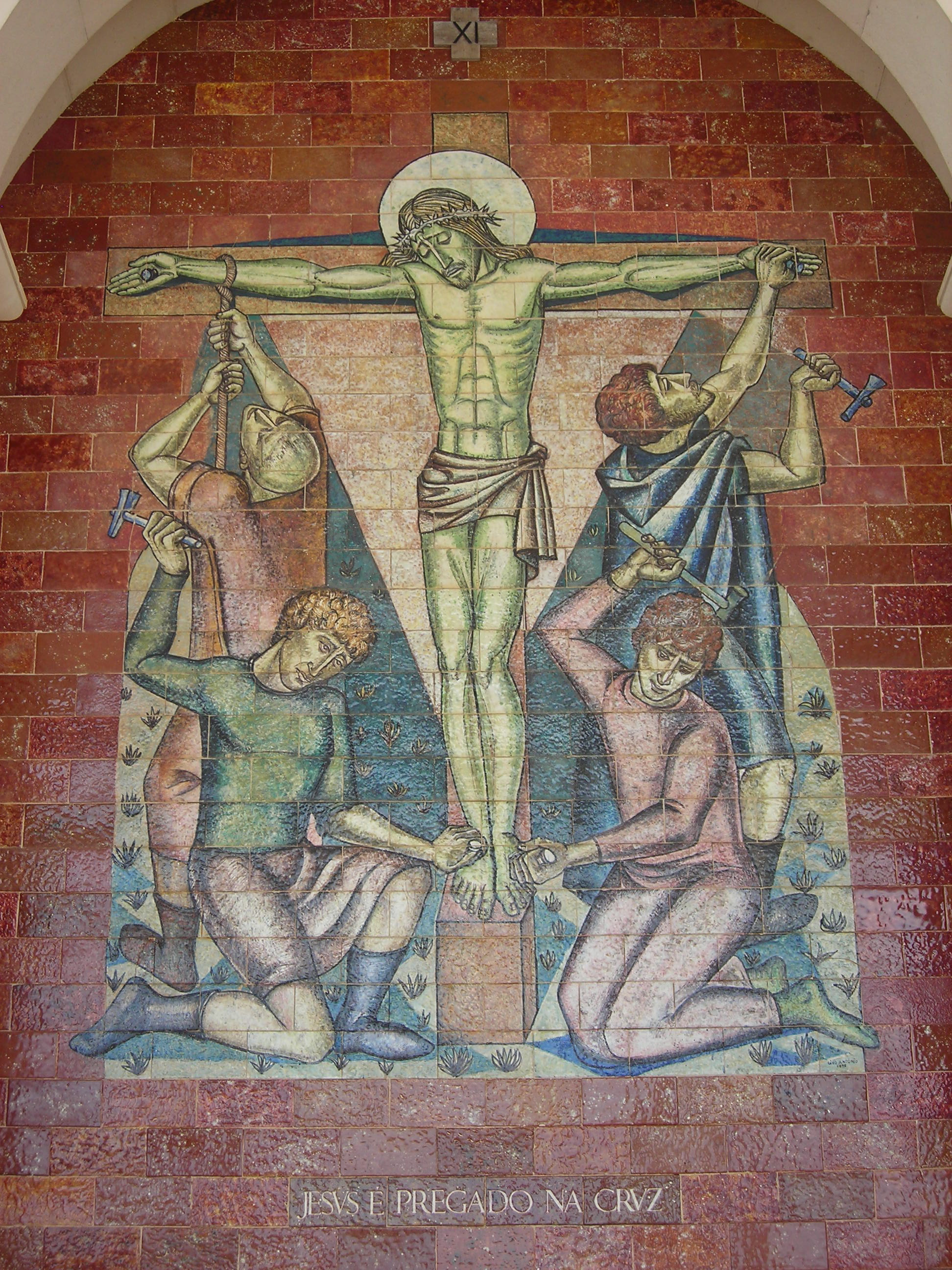
Via Sacra XI Jesus é pregado na cruz
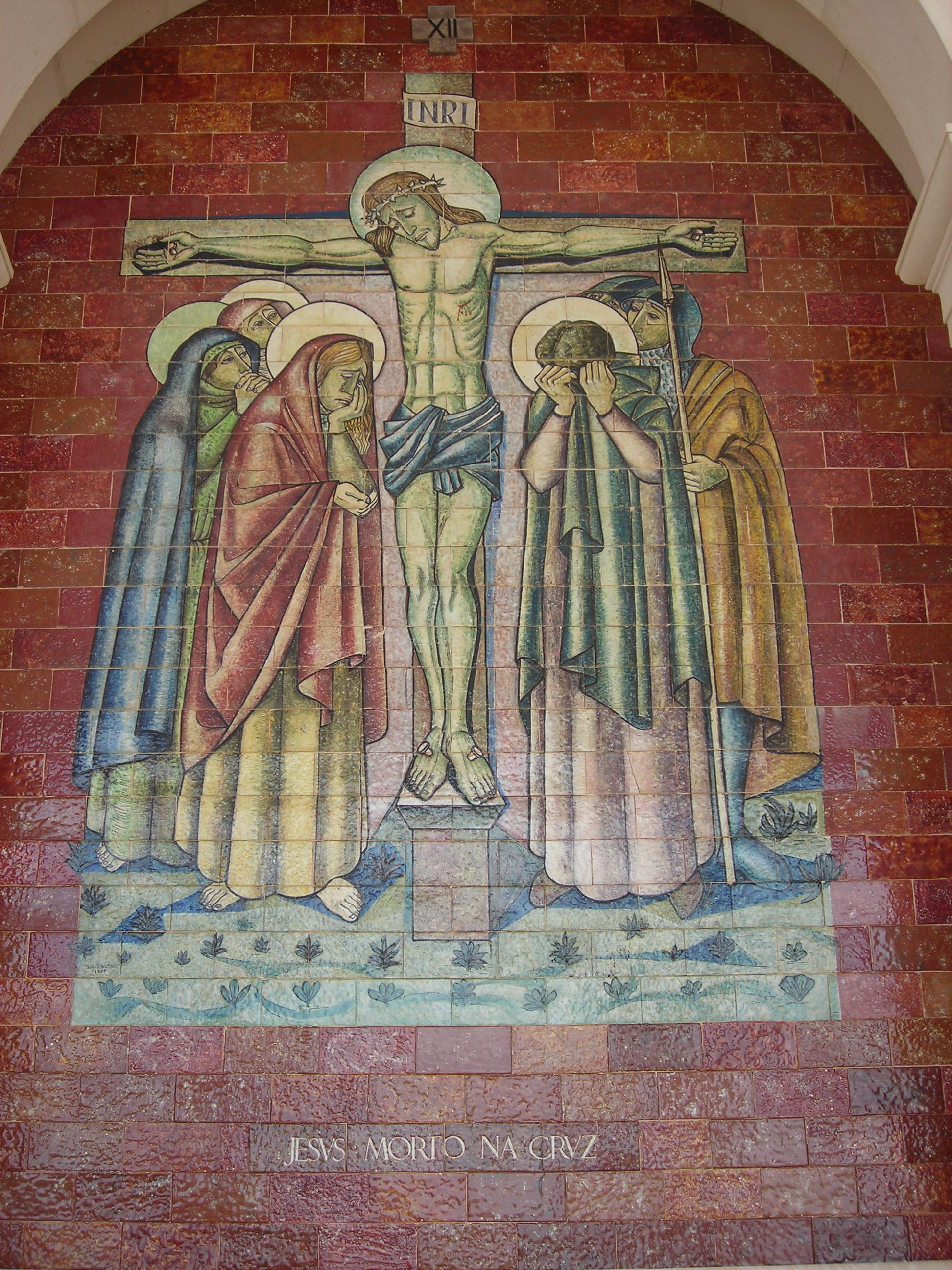
Via Sacra XII Jesus morre na cruz
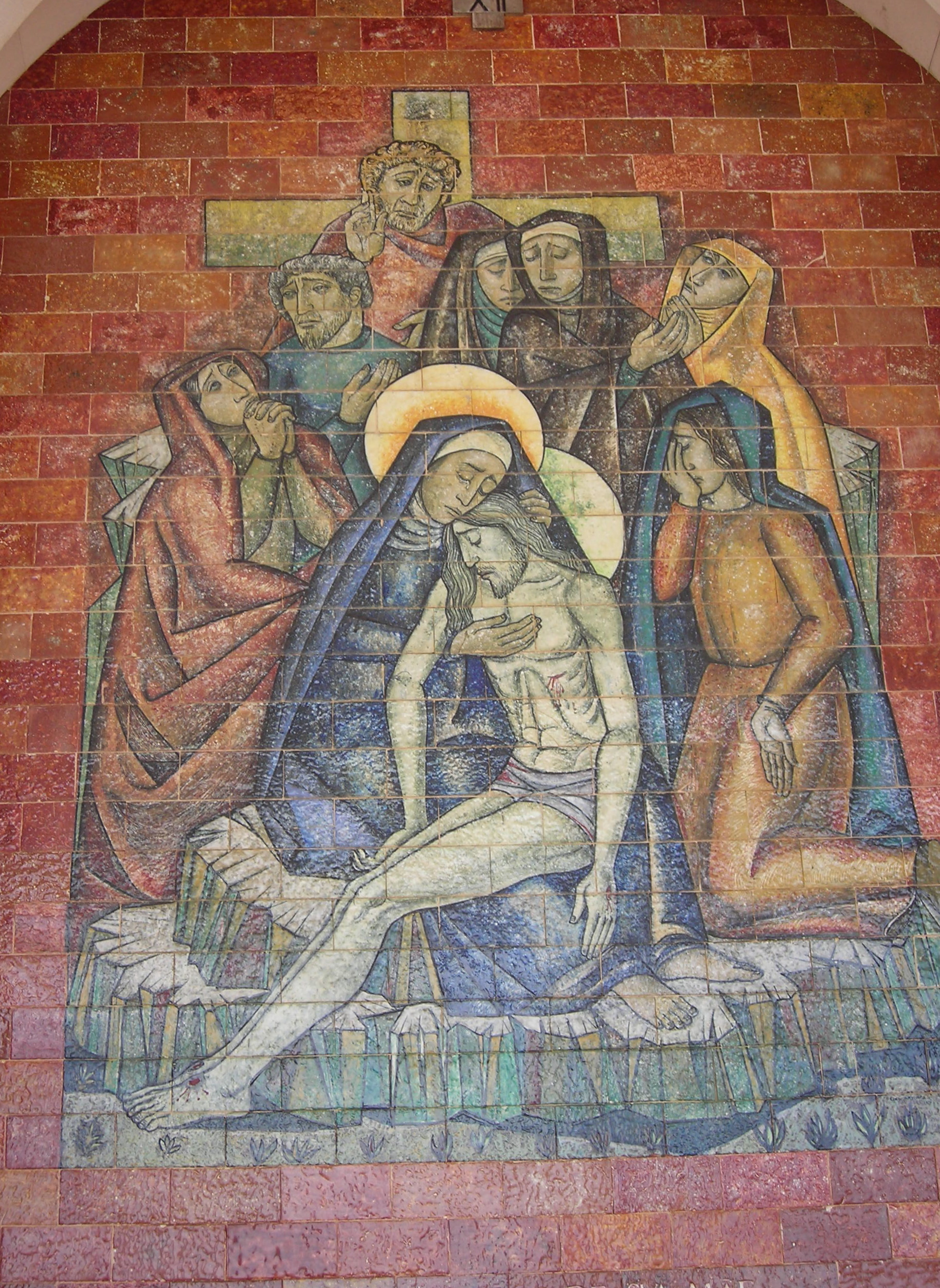
Via Sacra XIII Jesus é descido da cruz
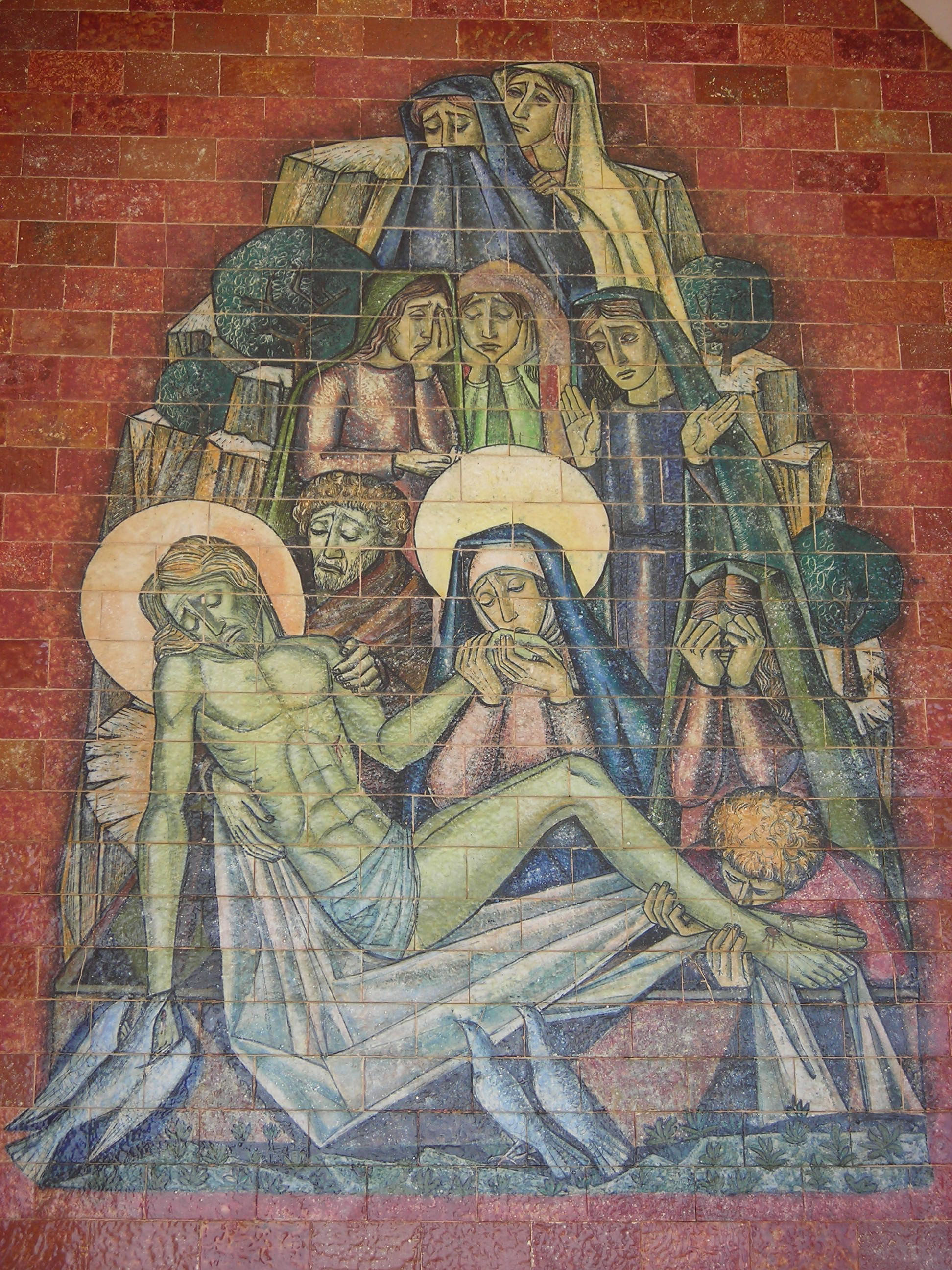
Via Sacra XIV Jesus é sepultado

## A 15.ª Estação
O Papa João Paulo II sugeriu que fosse criada uma décima-quinta estação na Via Sacra para recordar a ressurreição de Jesus, embora esta seja opcional e não entre na estrutura tradicional da Via-Sacra (assim como acontece com os Mistérios Luminosos no Santo Rosário).
Em Fátima, no lugar dos Valinhos, próximo do local de uma das aparições de Nossa Senhora e do local das aparições do Anjo da Paz, foram edificadas as estações da Via Sacra já contemplando essa mesma sugestão do Santo Padre, existindo, assim, uma 15.ª estação dedicada à ressurreição de Cristo.

### Via Sacra nosValinhos

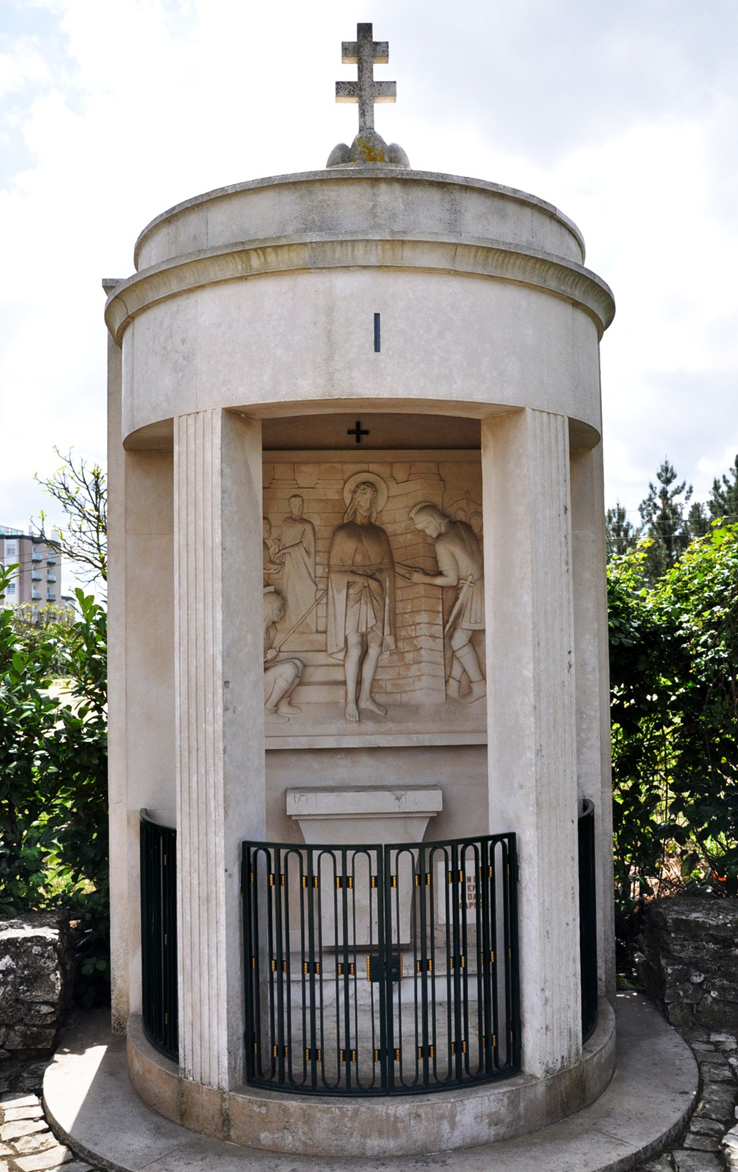
Via Sacra I Jesus é condenado à morte
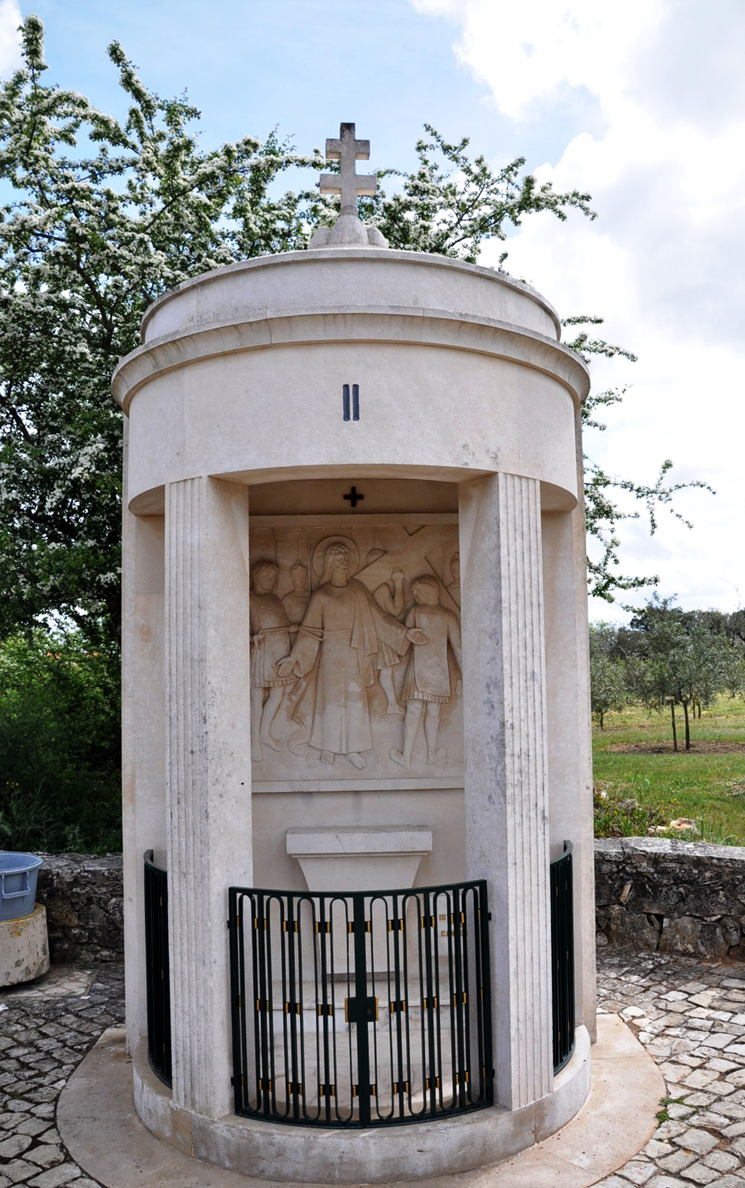
Via Sacra II Jesus carrega a cruz às costas
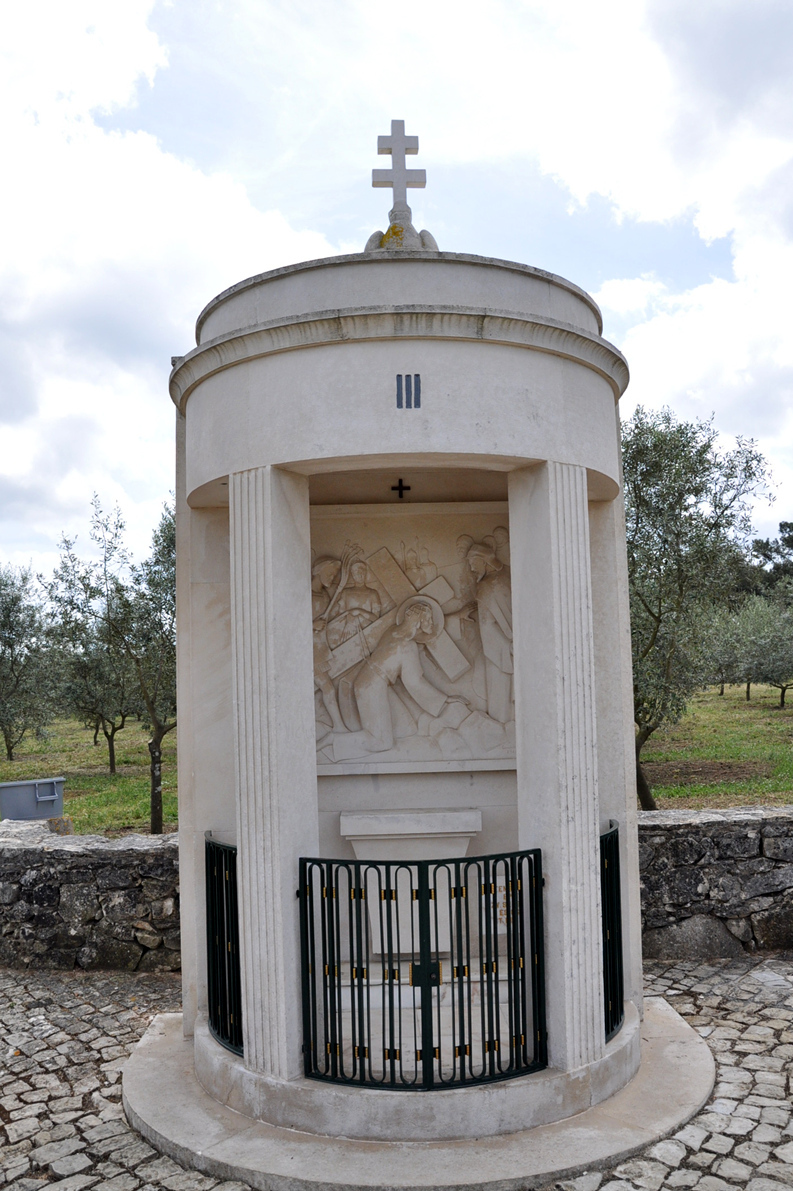
Via Sacra III Jesus cai pela primeira vez
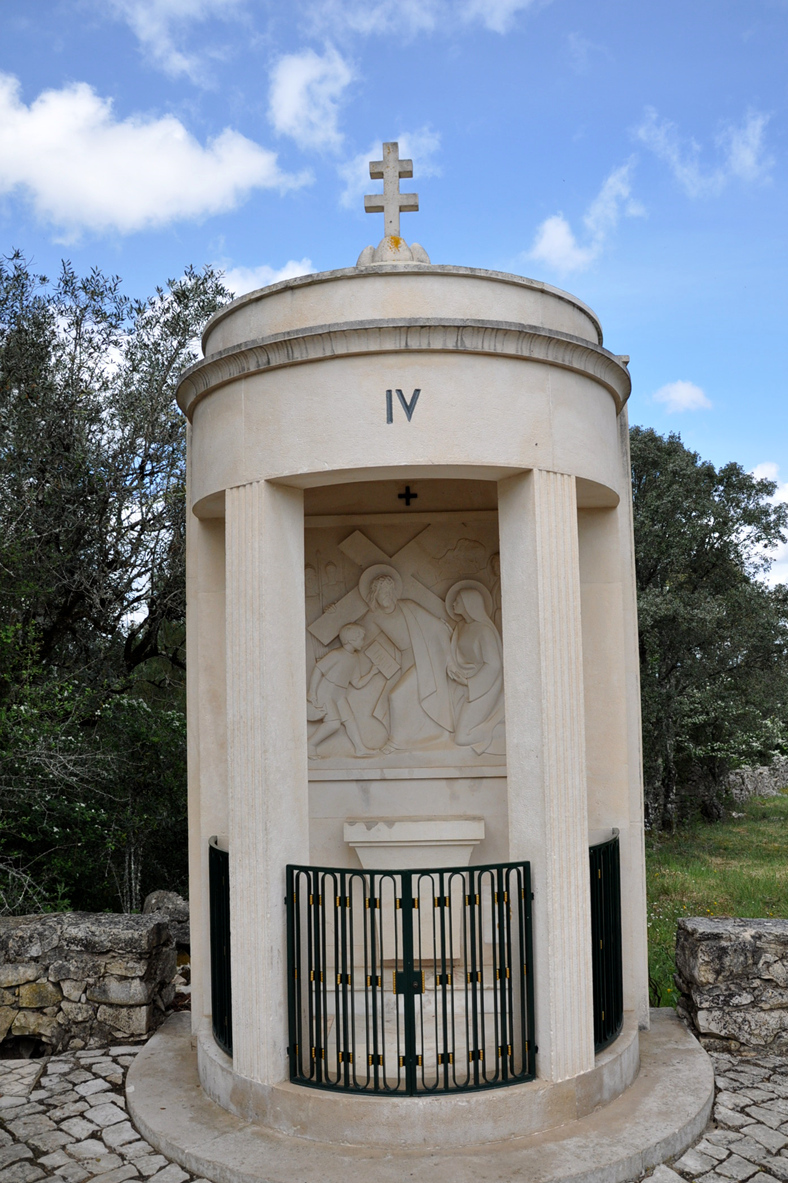
Via Sacra IV Jesus encontra a Sua Mãe
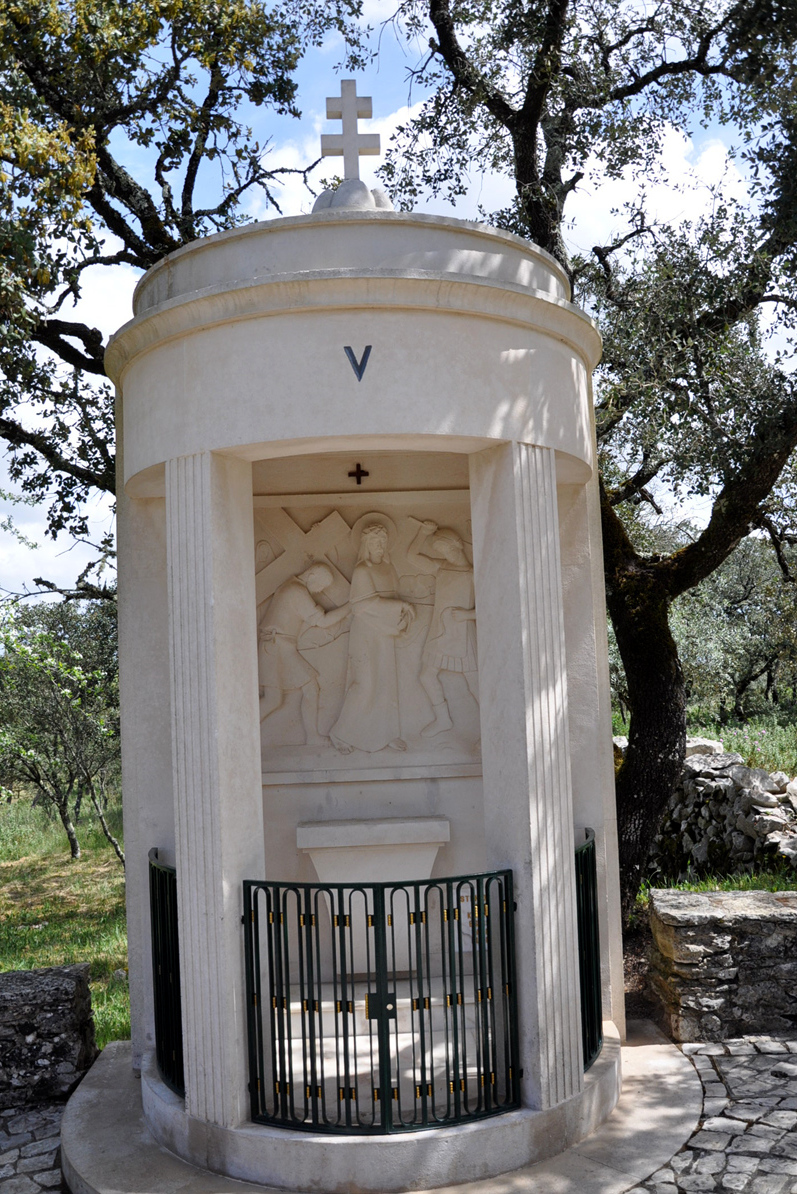
Via Sacra V Simão de Cirene ajuda Jesus
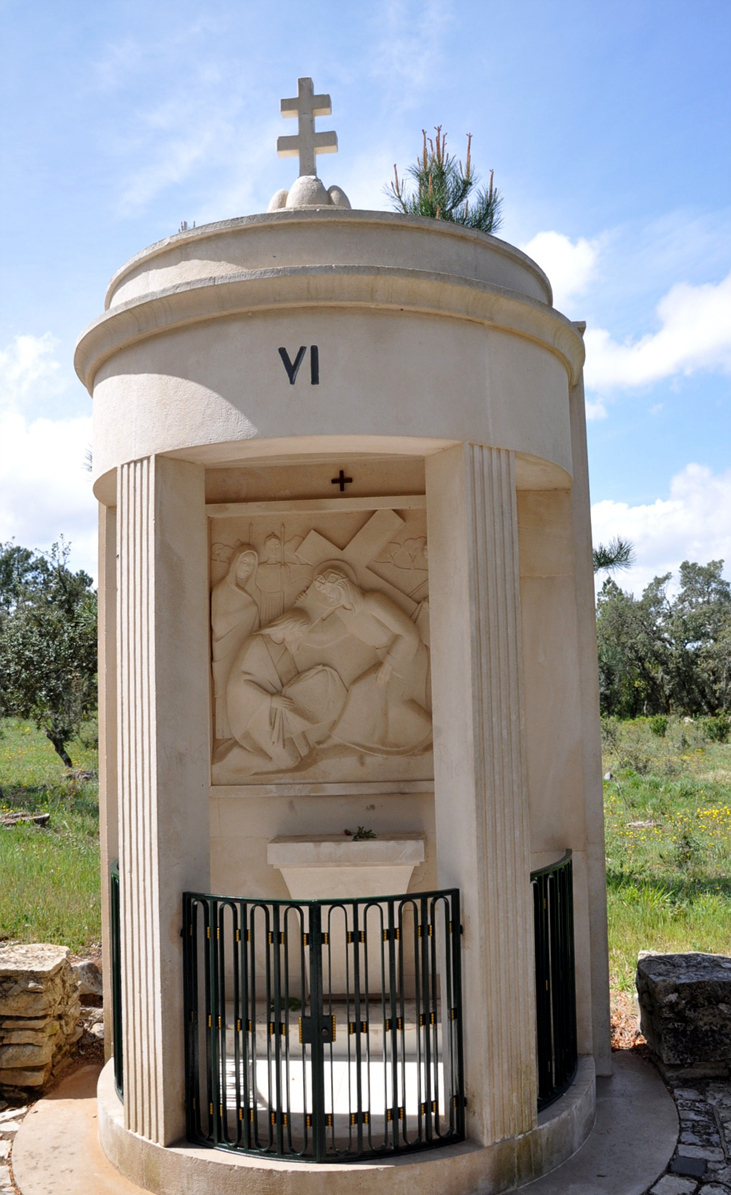
Via Sacra VI Verónica limpa a face de Jesus
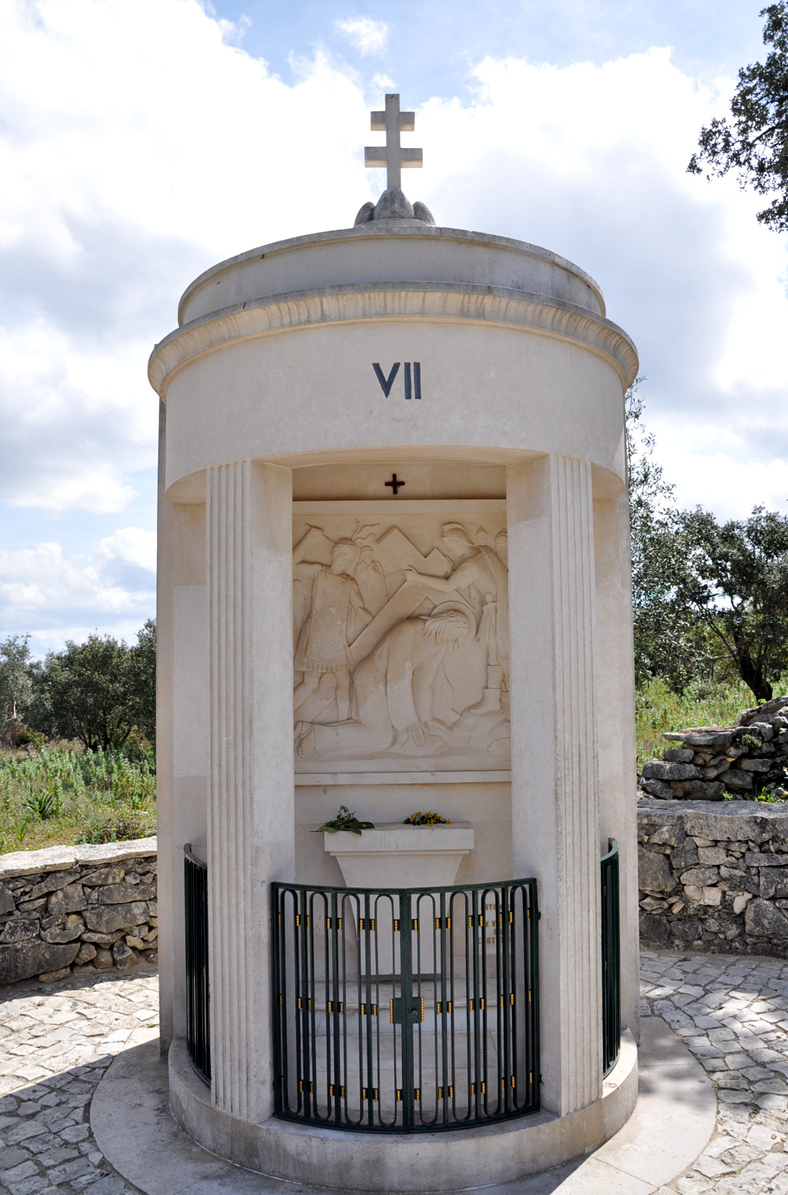
Via Sacra VII Jesus cai pela segunda vez
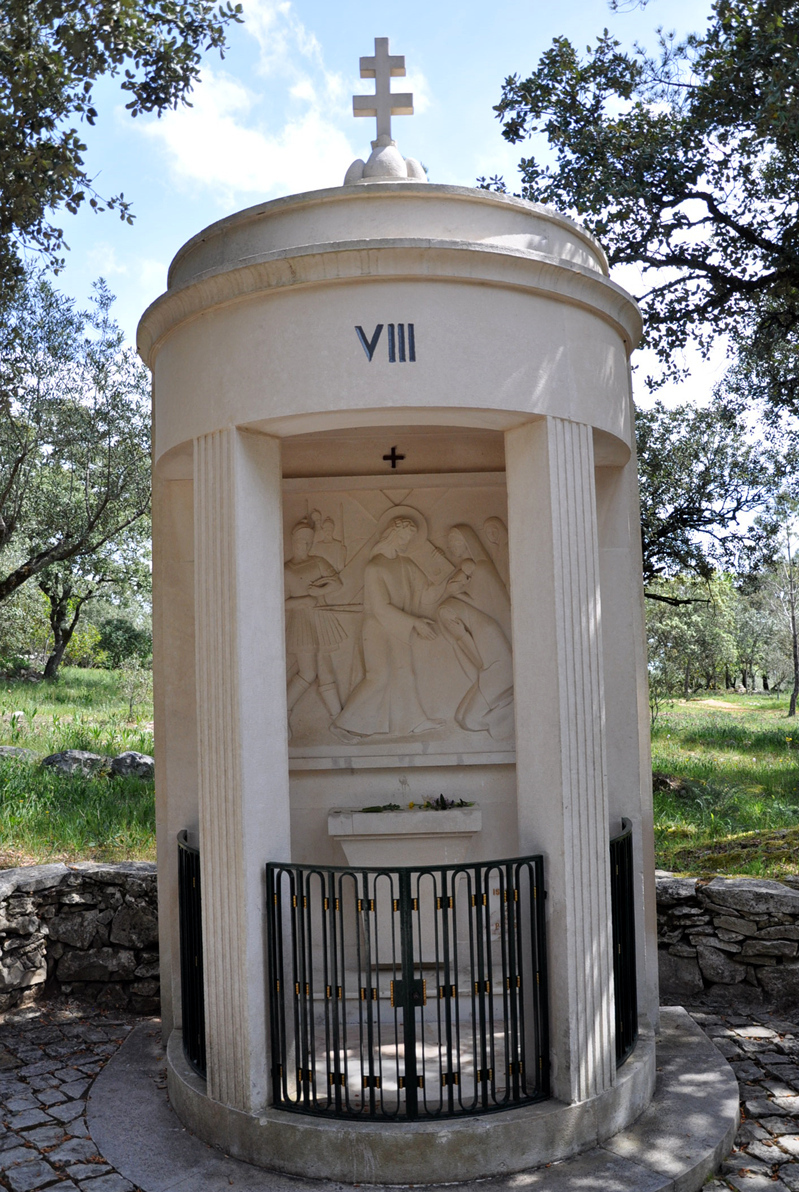
Via Sacra VIII Jesus encontra as mulheres de Jerusalém
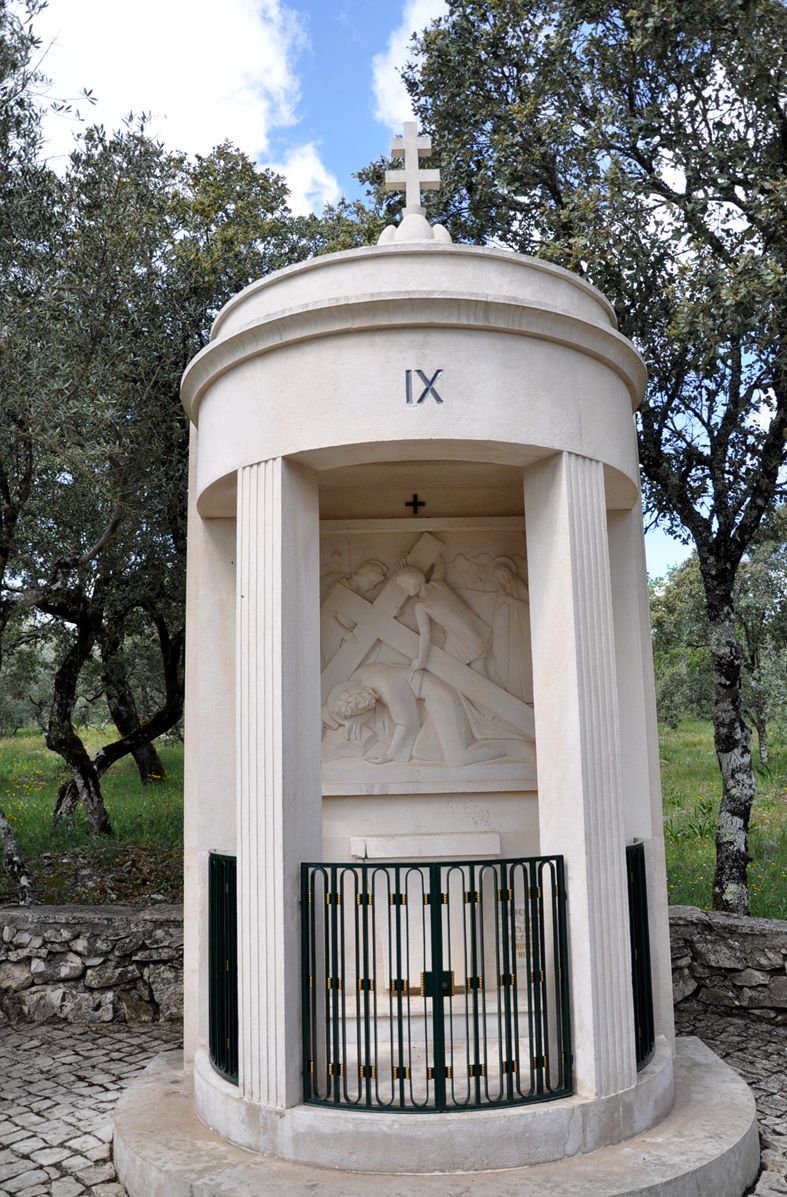
Via Sacra IX Jesus cai pela terceira vez
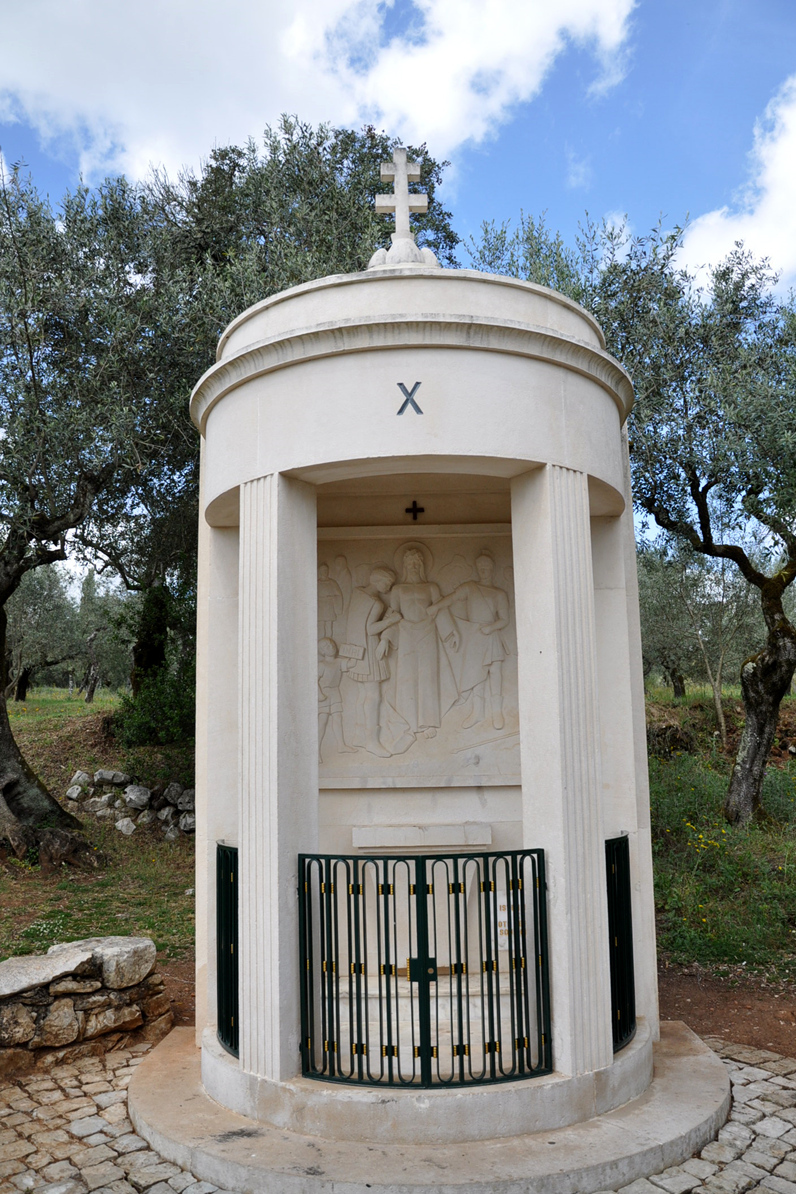
Via Sacra X Jesus é despojado de Suas vestes
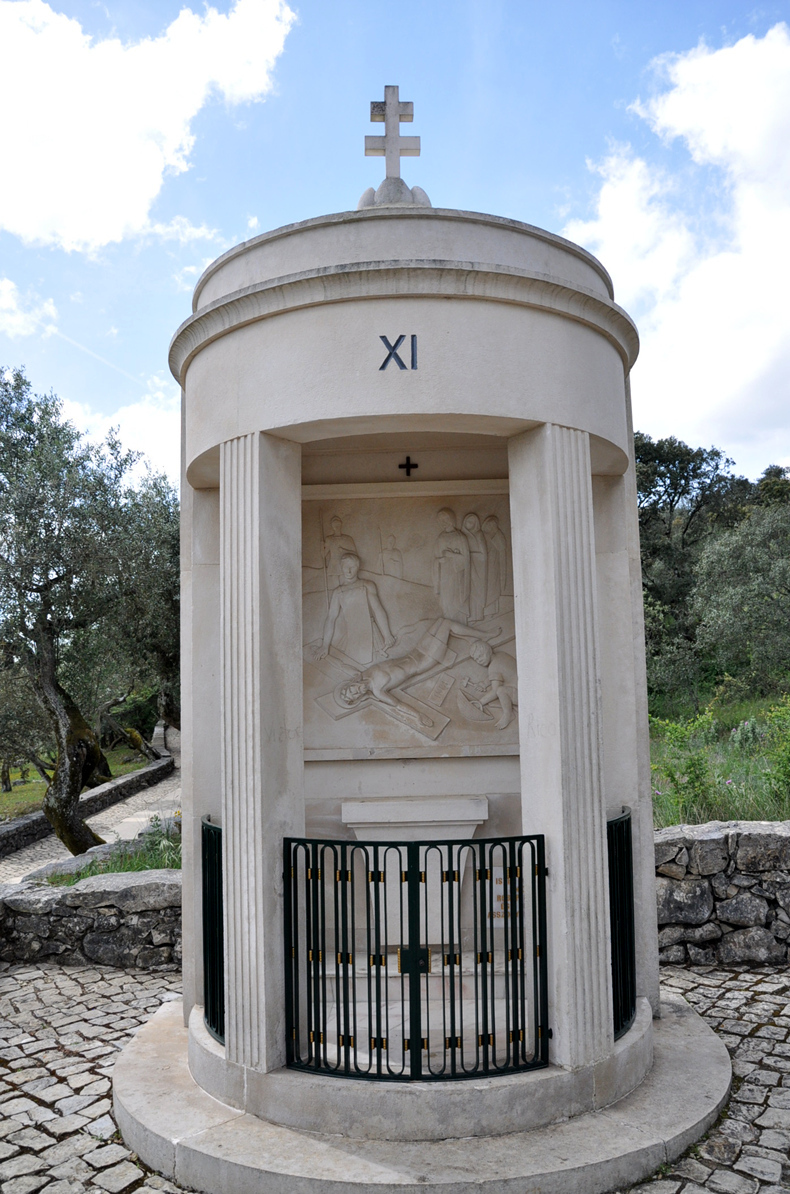
Via Sacra XI Jesus é pregado na cruz
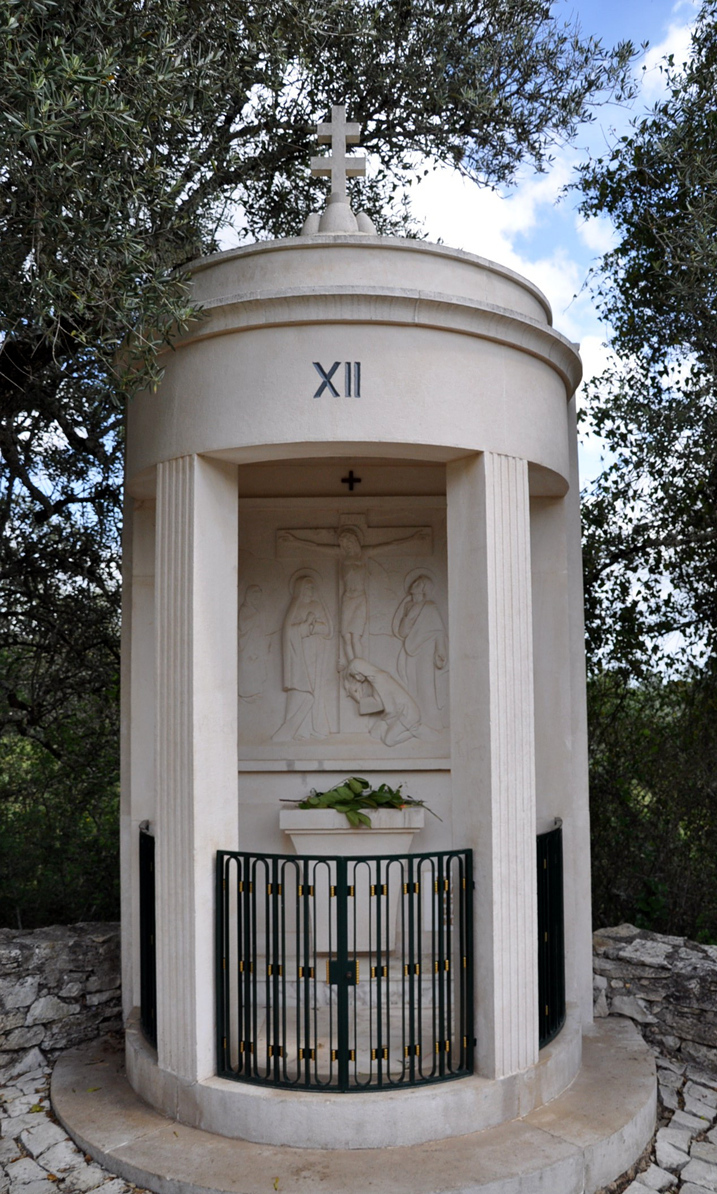
Via Sacra XII Jesus morre na cruz
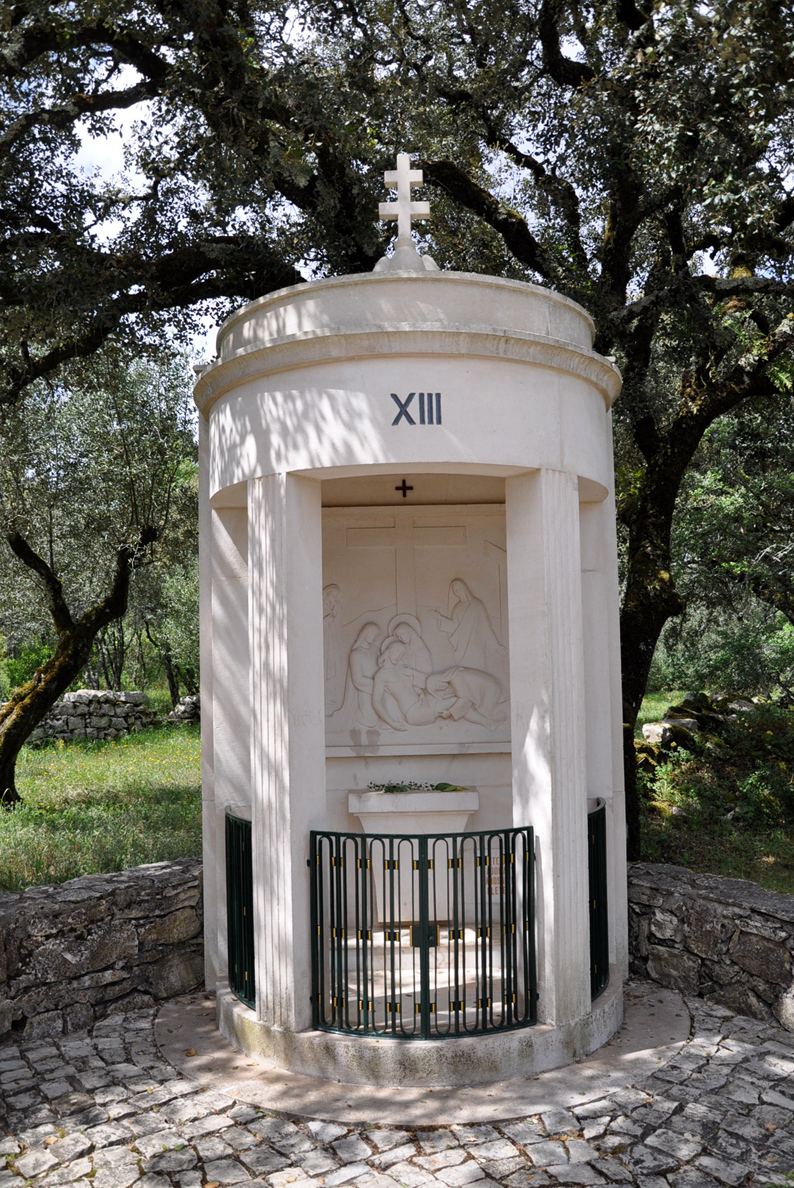
Via Sacra XIII Jesus é descido da cruz
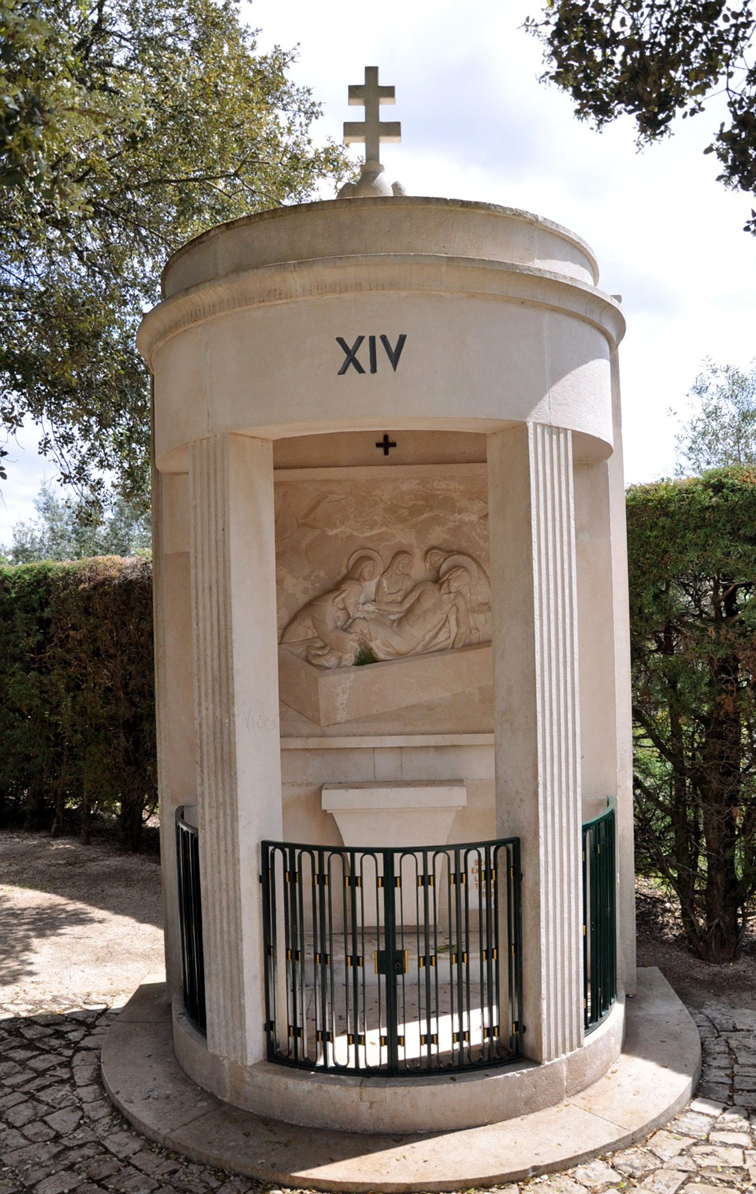
Via Sacra XIV Jesus é sepultado
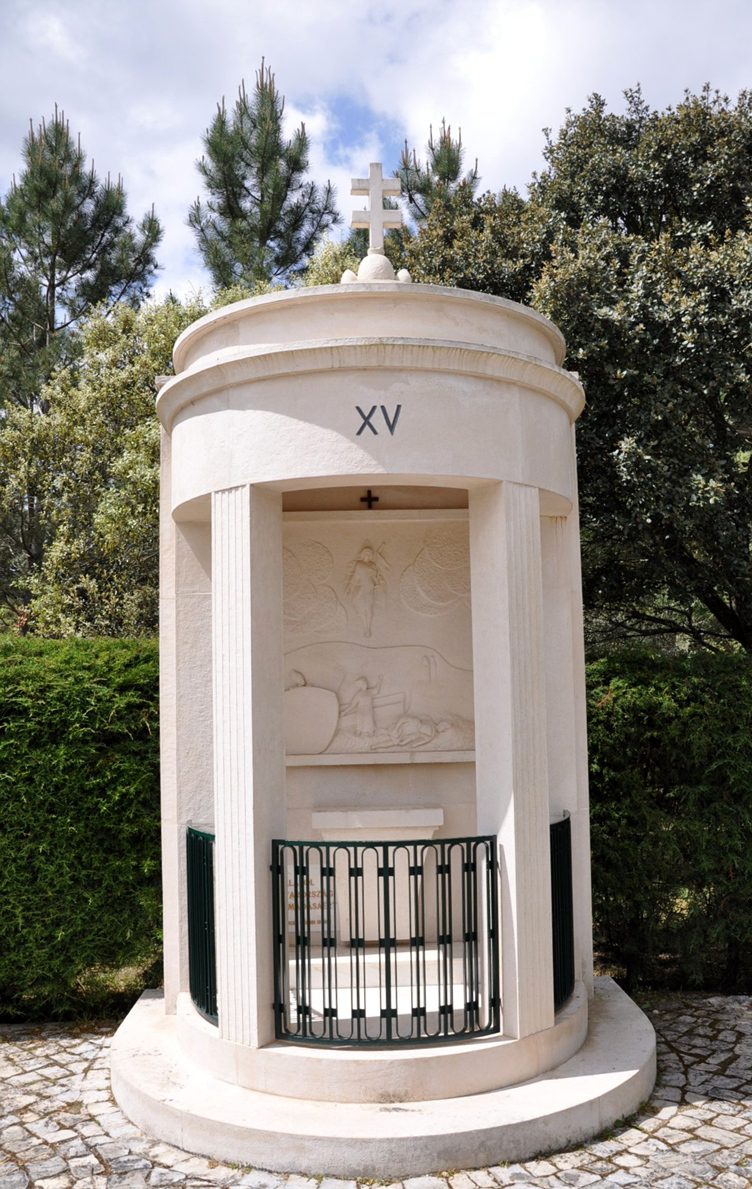
Via Sacra XV Jesus ressuscita dos mortos